# Il messaggero - The Haunting in Connecticut
Il messaggero - The Haunting in Connecticut (The Haunting in Connecticut) è un film del 2009 diretto dall'esordiente Peter Cornwell. Il film si basa su presunti eventi paranormali avvenuti a Southington, nel Connecticut, vissuti tra gli anni settanta e ottanta dalla famiglia Snedeker.
Il film è stato distribuito nelle sale italiane il 21 agosto 2009, con anteprime sul territorio nazionale a partire dal 19 agosto.

## Trama
Siamo nel 1987. Matt Campbell è un giovane ammalato di cancro: poiché è in cura presso un ospedale molto distante da casa sua, si deve sottoporre a viaggi periodici insieme a sua madre Sara. Con l'aggravarsi della sua malattia, il viaggio diventa sempre più estenuante, tanto che la madre parla con suo marito Peter, un ex-alcolizzato, di affittare una casa più vicina all'ospedale fino a che le cure non saranno complete. Al successivo viaggio, Sara trova un uomo che sta mettendo in affitto una grande e bella casa; l'uomo sembra ansioso di sbarazzarsene, tanto che propone a Sara un prezzo convenientissimo e il primo mese gratis. Le racconta però anche una "strana storia" sulla casa, che però non sembra spaventarla, tanto che decide di tenerla per sé. La sera stessa, al rientro dall'ospedale, Matt si sente male e piuttosto che affrontare il viaggio Sara decide di rimanere a dormire nella casa appena affittata. Durante la notte, Matt inizia a provare strane sensazioni di disagio, che attribuisce però agli incubi.
Il giorno dopo Peter arriva nella nuova casa con il fratellino di Matt, Billy, e le cuginette Wendy e Mary. Ciascuno dei membri della famiglia sceglie la sua camera da letto: Matt decide di dormire nello scantinato, dove si trova anche una misteriosa porta chiusa.
Dal suo arrivo in quella camera, Matt inizia ad avere delle visioni: vede oggetti spostarsi da soli, l'acqua che diventa rosso sangue, percepisce la presenza di un uomo barbuto e ha dei flash di cadaveri su cui sono stati incisi strani simboli.
Temendo che si tratti di allucinazioni dovute alla radioterapia cui è stato sottoposto, Matt evita di parlarne con i suoi famigliari; ma in ospedale conosce il Reverendo Popescu, che sembra credergli poiché ritiene che le persone malate siano più soggette a esperienze extrasensoriali, e gli dice di chiamarlo nel caso si ripresentino i fenomeni.
Le visioni proseguono, e una notte la misteriosa porta della camera di Matt si apre, rivelando un laboratorio da becchino. In seguito a questa scoperta, le visioni di Matt diventano sempre più persistenti e dettagliate, tanto che il ragazzo decide di chiamare Popescu: lui gli dice che probabilmente in casa sua alberga uno spirito, e Matt dovrà chiedergli cosa desidera. Matt in seguito vede la figura di un essere umano carbonizzato in camera sua, e gli chiede cosa vuole. Lo spirito cammina verso di lui e Matt lo segue. Quando i famigliari di Matt rientrano a casa, trovano il ragazzo accovacciato in un angolo con le dita insanguinate per aver ripetutamente graffiato un muro, quasi a volerlo divellere.
La famiglia attribuisce gli strani comportamenti di Matt alla sua malattia, e tutti iniziano a manifestare disagi e ostilità reciproche a causa dello stress; Peter, in particolare, accusa Sara di aver taciuto alla famiglia la vera funzione della casa.
Intanto i ragazzi trovano casualmente una scatola di latta nascosta nell'impianto della soffitta: in essa ci sono svariate fotografie di morti e strani reperti che sembrano frammenti umani. Una foto, in particolare, sembra raffigurare il ragazzo che Matt ha visto molte volte nelle sue visioni, che emette un ectoplasma dalla bocca. Matt e Wendy indagano dunque sulla storia della casa, e scoprono che essa era di proprietà di Aickman, un impresario delle pompe funebri, che utilizzava le facoltà da medium di suo figlio Jonah (il ragazzo visto da Matt nelle sue visioni) per organizzare sedute spiritiche. I partecipanti all'ultima seduta erano stati trovati tutti morti insieme ad Aickman, mentre Jonah era misteriosamente scomparso. Anni dopo, si era scoperto che un centinaio di corpi erano scomparsi dal cimitero locale, e nessuno sapeva che fine avessero fatto.
Popescu ipotizza che gli strani simboli incisi sui cadaveri, e i reperti macabri rinvenuti nella scatola, testimonino il fatto che Aickman praticava la negromanzia per intrappolare gli spiriti dei morti nella sua casa, e poter organizzare le sedute spiritiche. I fenomeni nella casa sarebbero da attribuire alla presenza degli spiriti dei morti in essa intrappolati. A quella spiegazione, Matt ha una confusa visione dell'ultima seduta spiritica che si interrompe, tuttavia, poco prima che riesca a capire cosa effettivamente fosse accaduto. Quella notte, Peter torna a casa in stato di ubriachezza e Sara lo caccia di casa; poco più tardi, tutte le luci e i dispositivi elettronici vanno in corto circuito, terrorizzando tutta la famiglia.
Sara allora si rivolge a Popescu, chiedendogli di effettuare un esorcismo sulla casa. L'uomo segue le tracce paranormali dell'abitazione, fino ad arrivare a un forno crematorio dove ritrova delle ceneri umane. Credendo siano i resti dello spirito che causa tutti i fenomeni, Popescu li rimuove e rassicura Sara che, da allora in poi, andrà tutto bene.
Eppure, subito dopo, Matt si sveglia con i simboli negromanti incisi sul suo corpo. Viene quindi portato in ospedale, dove incontra lo spirito di Jonah; anche Popescu lo vede seduto nel sedile dl passeggero della sua auto. I due hanno una visione simultanea di ciò che accadde dopo l'ultima seduta spiritica: l'ectoplasma emesso da Jonah aveva ucciso tutti i presenti, e Jonah stesso era stato preso di mira dalla furia degli spiriti; in un tentativo di fuga, si era rifugiato nel forno crematorio, ma gli spiriti lo avevano bruciato vivo. Popescu capisce di aver commesso un grave errore rimuovendo le ceneri di Jonah, poiché esso era l'unico spirito buono della casa e tentava di proteggere Matt e la sua famiglia dagli altri.
Peter e Sara si incontrano in ospedale, dove apprendono che le cure di Matt non hanno avuto effetto e il cancro lo sta per uccidere; nel frattempo, il ragazzo è fuggito dalla finestra. Senza la protezione di Jonah, gli spiriti della casa prendono il sopravvento, quasi uccidendo Wendy. Quando Matt torna a casa, rivela di esser giunto alle stesse conclusioni di Popescu. Caccia fratello e cugine e spacca con un'ascia i muri della casa, ritrovando i cadaveri rubati da Aickman: per rompere l'infestazione dovrà distruggerli, così dà fuoco alla casa, con dentro se stesso.
Sara, tuttavia, irrompe nella casa incendiata e salva suo figlio, mentre gli spiriti dei defunti sono finalmente liberi e possono lasciare la casa.
Una volta fuori, Matt sta per morire, ma lo spirito di Jonah esce dal suo corpo e sparisce, proprio mentre Matt riprende conoscenza.
L'infestazione è finalmente terminata e Matt guarisce completamente dal cancro. La casa verrà rasa al suolo, ricostruita e venduta, e nessun fenomeno paranormale avrà mai più luogo in essa.

## La storia vera
Il film è stato promosso con una campagna che ha sottolineato l'assoluta realtà degli eventi narrati nel film e basati sulla "vera storia" di attività paranormali vissuta dalla famiglia di Carmen Snedeker nel 1980. Gli Snedeker si trasferirono in una casa a Southington, Connecticut, per vivere più vicino a UConn, dove il figlio di Carmen era in cura per il cancro. La famiglia avrebbe poi sostenuto di essere stata colpita in qualche maniera da una presenza demoniaca. Nel seminterrato dell'abitazione venne ritrovata attrezzatura mortuaria, ed è stato poi accertato che la casa in passato era stata un'impresa di pompe funebri. Carmen Snedeker ha descritto i demoni così: "Uno dei demoni era molto magro, con zigomi alti, lunghi capelli neri e occhi come la pece. Un altro aveva capelli e occhi bianchi, indossava uno smoking gessato e i piedi erano costantemente in movimento".
La casa è stata esaminata da Ed e Lorraine Warren. Secondo un write-up sul caso nel 2009 dalla NBC, gli impresari di pompe funebri che hanno lavorato nella camera mortuaria sarebbero stati coinvolti in casi di necrofilia, e la stanza dove stavano i due bambini più piccoli era originariamente la stanza di esposizione per le bare; la stanza sotto il salone invece era adibita a camera mortuaria per la preparazione delle salme all'esposizione. Lorraine Warren avrebbe poi precisato che, "Nella camera da letto principale c'era una botola, dove venivano fatte passare le bare, e durante la notte si poteva sentire il suono di un paranco che girava, come se una bara venisse ancora trasportata. Ma quando Ed si recò a verificare cosa producesse il suono trovò due donne che ballavano in cerchio, e quando si avvicinò verso di loro scomparvero. In risposta al film, Lorraine dirà più tardi che la realtà dei fatti è stata "molto, ma molto più spaventosa di qualsiasi film si possa realizzare", e che il film è stato "molto, molto liberamente ispirato" alle loro indagini della casa. Lorraine Warren ha detto alla Associated Press che la casa è stata ripulita di ogni presenza, dopo un esorcismo condotto nel 1988. La storia è stata anche fonte di ispirazione per un episodio della serie televisiva A Haunting, chiamato "A Haunting in Connecticut".

## Sequel
La Gold Circle Films ha prodotto un seguito, intitolato The Haunting in Connecticut 2: Ghosts of Georgia, diretto da Tom Elkins. È stato annunciato anche un terzo film, The Haunting in New York, con Sean Hood regista e sceneggiatore.